# Сашка Јанковић
Александра Јанковић (29. април 1988), професионално позната као Yanx (стилизовано као YANX), Sashka Janx (Сашка Јанкс), Сашка Јанковић и Miss Jukebox, српска је певачица. Три пута је била пратећи вокал на Песми Евровизије, те је исти број пута учествовала на Беовизији.

## Младост
Јанковић је рођена 1988. године у Смедереву. Када је била дете, почела је да свира виолину, али се касније пребацила на клавир. Као тинејџерка је учествовала у емисији "3К". Затим се такмичила на SunFlower фестивалу у Зрењанину 2006. и 2007, фестивалу Art Zone 2007. у Бугарској и музичком фестивалу ПАН 2008.

## Каријера
У марту 2009. године је учествовала на Беовизији 2009, националном избору Србије за такмичење за Песму Евровизије 2009, са песмом "Научи ме". Пласирала се у финале у којем је била осма са 6 поена. Дана 18. априла 2009. године, наступила је на хуманитарном концерту "Дарујте живот" у Смедереву. 1. јула 2009. је извела "Боже правде", државну химну Србије, поводом отварања Летње универзијаде 2009, која је одржана у Београду.
У мају 2010. Јанковић је певала пратеће вокале Милану Станковићу на Песми Евровизије 2010. Заједно са Николом Сарићем учествовала је на фестивалу Сунчане Скале у Херцег Новом, Црна Гора, са песмом "Ухвати дан". 2011. године поново је певала пратеће вокале на Песми Евровизије, овог пута за Нину Радојчић.
Децембра 2011, Јанковић је званично усвојила Miss Jukebox као своје уметничко име, и најавила је издавање свог новог сингла „Никоме није лако“. 2012. је учествовала у другој сезони талент шоуа Први глас Србије. Међутим, Јанковић је елиминисана у шестом кругу наступа уживо, након што је добио најмање гласова публике. У "Првом гласу Србије" извела је песме попут "Даире", "Мито бекријо", "Ђелем, ђелем", "Збуњена" и "Because You Loved Me".
У фебруару 2013. учествовала је на Беосонгу 2013, српском националном избору за такмичење за Песму Евровизије 2013, са песмом "Дуга у твојим очима". На крају је била трећепласирана.
2018. године поново је покушала да представља Србију на Песми Евровизије 2018, песмом "Песма за тебе". На предселекцији, Беовизији 2018, заузела је 2. место са 20 бодова. Поново се пријављује на Беовизију 2019. са песмом "Да ли чујеш мој глас". Била је трећепласирана са 16 бодова.
У априлу 2022. учествовала је на фестивалу Београдско пролеће, са песмом Тиркиз.
Учествовала на Песми за Евровизију '24 са песмом Коло. Песма се није пласирала у финале.

## Дискографија
Синглови
- Под маскама (2006)
- Научи ме (2009)
- Ухвати дан (са Николом Сарићем) (2010)
- Никоме није лако (2011)
- Ћошак (2013)
- Дуга у твојим очима (2013)
- Спавамо утроје (2013)
- Оно кад (2013)
- Понекад (2014)
- Спавај (2014)
- Песма за тебе (2018)
- Да ли чујеш мој глас (2019)
- Али али (2020)
- Сори нот сори (2021)
- Даље мораш сам (2021)
- Ти си мој (2021)
- Тиркиз (2022)
- Коло (2024)

## Фестивали
- Под маскама (као Alexys), SunFlower Фестивал 2006, Зрењанин
- Научи ме (као Сашка Јанковић), Беовизија 2009, 8. место
- Ухвати дан (као Сашка Јанковић) (са Николом Сарићем), Сунчане Скале 2010, Херцег Нови
- Дуга у твојим очима (као Сашка Јанковић), Беосонг 2013, 3. место
- Песма за тебе (као Сашка Јанкс), Беовизија 2018, 2. место
- Да ли чујеш мој глас (као Sashka Yanx), Беовизија 2019, 3. место
- Коло (као YANX), Песма за Евровизију 2024, није се пласирала у финале
- Сети се наше љубави, Дуга, топла ноћ, Љуби ме, Београдско пролеће 2025. - Гошћа ревијалног дела фестивала посвећеног композитору Александру Аци Кораћу